# Basemate
Basemate (em hebraico: בָּשְׂמַת, hebraico moderno: Basmat, tiberiano: Bāśəmáṯ, "doce cheiro", em árabe: بسمة, "doce sorriso") é uma personagem do livro de Gênesis, uma das esposas de Esaú. Segundo Gênesis 26:34–35, Basemate era filha de Elom, o Hitita.
O casamento de Esaú com duas mulheres cananeias (Basemate e Judite) teria desagradado a seus pais, Isaque e Rebeca. Como um esforço para conciliar o seu relacionamento com seus pais, especialmente com o pai, Isaque, de quem buscava obter a bênçãos, Esaú teria tido um terceiro casamento com uma prima sua, filha do seu tio Ismael: Maalate.